# Bipiramidă pătrată alungită
În geometrie bipiramida pătrată alungită sau octaedrul alungit este un poliedru convex construit prin alungirea unei bipiramide pătrate prin inserarea unei prisme pătrate între bazele piramidelor (bazele prismei și ale piramidelor trebuie să fie congruente). Dacă fețele sunt regulate, este poliedrul Johnson (J15 ) Având 12 fețe, este un dodecaedru care nu este nici regulat, nici uniform.

## Mărimi asociate
Următoarele formule pentru înălțime h, arie A și volum V sunt stabilite pentru lungimea laturilor tuturor poligoanelor (care sunt regulate) a:
{\displaystyle h=\left(1+{\sqrt {2}}\right)a\approx 2,414214\,a\,,}
{\displaystyle A=\left(4+2{\sqrt {3}}\right)a^{2}\approx 7,464102\,a^{2},}
{\displaystyle V=\left(1+{\frac {\sqrt {2}}{3}}\right)a^{3}\approx 1,471405\,a^{3}.}

## Poliedru dual
Dualul bipiramidei pătrate alungite este bitrunchiul pătrat, care are 10 fețe: 8 trapeze și 2 pătrate.
| Dualul bipiramidei pătrate alungite | Desfășurata dualului |
| ----------------------------------- | -------------------- |
|                                     |                      |

## Poliedre și faguri înrudiți
|  |  |

Un tip special de bipiramidă pătrată alungită fără toate fețele regulate permite o teselare a spațiului euclidian. Triunghiurile acestei bipiramide pătrate alungite sunt neregulate; au muchiile în raportul 2:√3:√3.
Poate fi considerată o fază de tranziție între fagurele cubic și fagurele dodecaedric rombic. Aici celulele sunt colorate în alb, roșu și albastru pe baza orientării lor în spațiu. Capacele piramidele pătrate au fețe triunghiulare isoscele scurtate, șase dintre aceste piramide întâlnindu-se pentru a forma un cub. Dualul acestui fagure este compus din două feluri de octaedre (octaedre regulate și antiprisme triunghiulare), formate prin suprapunerea octaedrelor în cuboctaedrele fagurelui cubic rectificat. Ambii faguri au o simetrie de [[4,3,4]].
Secțiunile prin centrele celulelor fagurelui produc o pavare pătrată șanfrenată, cu hexagoane orizontale și verticale aplatizate și pătrate pe poliedrele perpendiculare.
|          |                    |                           |
| Fagurele | Jumătate de fagure | Pavare pătrată șanfrenată |

Cu fețe regulate, bipiramida pătrată alungită poate tesela spațiul cu tetraedre și octaedre. (Octaedrele pot fi descompuse în continuare în piramide pătrate.) Acest fagure poate fi considerat o versiune alungită a fagurelui tetraedric-octaedric.